# Stadtbahn di Colonia
La Stadtbahn di Colonia è un sistema di trasporto che serve la città tedesca di Colonia. Si tratta di un sistema di Stadtbahn (letteralmente: "Ferrovia urbana") derivante dalla trasformazione della vecchia rete tranviaria, le cui tratte centrali sono state interrate rendendole simili a una metropolitana.
La rete, composta di 12 linee, ha una lunghezza totale di 198,6 km, di cui 28 km corrono in sotterranea, e ulteriori 5 km in sopraelevata. La rete è connessa alla Stadtbahn di Bonn attraverso due tratte ferroviarie gestite dalla Häfen und Güterverkehr Köln (HGK). Serve inoltre i comuni di Alfter, Bergisch Gladbach, Bornheim, Brühl, Frechen, Hürth e Wesseling.
Il sistema è gestito dalla Kölner Verkehrs-Betriebe (KVB). Su tutta la rete si applicano le tariffe della Verkehrsverbund Rhein-Sieg (VRS).

## Storia
L'11 ottobre 1968, alla presenza del ministro federale dei trasporti Georg Leber, venne aperto il primo tunnel tranviario di Colonia, lungo 1,4 km: esso aveva origine ad est di Friesenplatz e comprendeva le stazioni sotterranee di Appellhofplatz e di Dom/Hauptbahnhof, terminando in un triangolo di binari provvisorio, anch'esso sotterraneo, posto ad est di quest'ultima stazione.
Il 10 aprile 1983, in occasione del decimo anniversario della Stadtbahn, venne attivata una tratta quasi interamente sotterranea nel quartiere di Deutz; essa aveva inizio all'estremità est della Deutzer Brücke e comprendeva la stazione in superficie di Deutzer Freiheit e le stazioni sotterranee di Bahnhof Deutz/Messe e Deutz-Technische Hochschule, e confluiva verso est nel tunnel in direzione di Kalk, esistente dal 1980, che fino ad allora era stato accessibile dalla superficie attraverso una rampa provvisoria.

## Linee
La rete si compone di 12 linee e si estende per 198,6 km, di cui 152 km nella città di Colonia:
- 1 Weiden West - Bensberg
- 3 Görlinger-Zentrum - Thielenbruch
- 4 Bocklemünd - Schlebusch
- 5 Am Butzweilerhof - Heumarkt
- 7 Frechen - Zündorf
- 9 Sülz - Königsforst
- 12 Merkenich - Zollstock
- 13 Sülzgürtel - Holweide Vischeringstraße
- 15 Chorweiler - Ubierring
- 16 Niehl Sebastianstraße - Bonn-Bad Godesberg
- 17 Severinstraße - Rodenkirchen (- Sürth)
- 18 Thielenbruch - Bonn Hbf

### Fonti
- (DE) Die erste U-Bahnstrecke in Köln, in Der Stadtverkehr, anno 13, n. 10, ottobre 1968,  pp. 299-300, ISSN 0038-9013 (WC · ACNP).
- (DE) Frenz, Köln: Stadtbahntunnel Deutz eröffnet, in Der Stadtverkehr, anno 28, n. 5-6, maggio-giugno 1983,  pp. 204-206, ISSN 0038-9013 (WC · ACNP).
- (DE) Robert Schwandl, Schwandl’s Tram Atlas Deutschland, 2ª ed., Robert Schwandl Verlag, 2009,  pp. 20-23, ISBN 978-3-936573-09-1.

### Testi di approfondimento
- (DE) Fritz D. Kegel, U-Bahnen in Deutschland. Planung Bau Betrieb, Düsseldorf, Alba Buchverlag, 1971,  pp. 56-65, ISBN non esistente.